# رينزو نوفاتوري
أبيلي ريتشييري فيراري (12 مايو، 1890- 29 نوفمبر، 1922)، المعروف باسمه الحركي رينزو نوفاتوري، كان لاسلطويًّا فرديًا، وشاعرًا لاشرعويًا معاديًا للفاشية، وفيلسوفًا مناضلًا، ويُعرف اليوم في الغالب بكتابه الذي نُشر بعد وفاته «نحو العدم الإبداعي». ارتبط نوفاتوري بتياراتٍ حداثيةٍ للغاية تتبع للحركة المستقبلية. تأثر فكره بكل من ماكس شتيرنر وفريدريك نيتشه وجورج بالانت وأوسكار وايلد وهنريك إبسن وآرثر شوبنهاور وشارل بودلير.

## سيرة

### خلفية
ولد أبيلي ريتشييري فيراري في أركولا، ليغوريا، إيطاليا في 12 مايو في عام 1890، لعائلة فلاحة فقيرة. لم يتعوّد أبيلي على الانضباط المدرسي فتسرّب منذ السنة الدراسية الأولى ولم يعد إلى المدرسة بعد ذلك. تعلّم أبيلي ذاتيًا أثناء عمله في مزرعة والده، مركّزًا على الشعر والفلسفة. كان أبيلي محاطًا بمشهدٍ فوضويٍ نابضٍ بالحياة في محيط بلدته، وبدأ يقترب من ذلك المحيط.

### الكتابة والنشاط
اكتشف أبيلي كل من ماكس شتيرنر وإريكو مالاتيستا وبيتر كروبوتكن وهنريك إبسن وفريدريك نيتشه، الذين اقتبس عنهم في بعض الأحيان. اعتنق أبيلي اللاسلطوية الفردية منذ عام 1908. واتُهم في عام 1910 بإحراقه كنيسة محلية، فقضى ثلاثة أشهر في السجن، لكنّ تورطه في الحريق لم يُثبتْ أبدًا. بعد عامٍ من ذلك، فرّ أبيلي لعدة أشهر هربًا من الشرطة التي سعت وراءه بتهمة السرقة والسطو. واعتُقل في 30 سبتمبر من عام 1911 بتهمة التخريب. بررّ أبيلي اعتناقه مبدأ رفض العمل، واعتقد حسب فلسفته الشخصية في الحياة، أن له الحق في مصادرة ما يحتاجه من الأغنياء من أجل عيشه اليومي، ولم يكن استخدام القوة والعنف مشكلة بالنسبة له.
بدأ أبيلي الكتابة لصالح صحف لاسلطوية في عام 1914. وكان قد جُنّد في عام 1912، لكنه سرعان ما سُرّح لأسبابٍ مجهولة. ومع اقتراب الحرب العالمية الأولى، فرَّ أبيلي من كتيبته في 26 أبريل في عام 1918، فأصدرت المحكمة العسكرية حكمًا عليه بالإعدام بتهمة الفرار والخيانة العظمى في 31 أكتوبر. غادر نوفاتوري قريته وهرب، مجاهرًا بالهرب من الجيش والانتفاضة المسلحة ضد الدولة. وكان متزوجًا ولديه طفلان في ذلك الوقت، وعندما توفي ابنه الأصغر في الأشهر الأخيرة من عام 1918، عاد إلى منزله مخاطرًا بتعرّضه للاعتقال ليودعه وداعًا أخيرًا.
انخرط نوفاتوري ضمن مجموعةٍ لاسلطوية مستقبلية في مدينة لا سبيتسيا، قادها بنفسه (إلى جانب آورو داركولا) ليكون ناشطًا في الحركة النضالية المناهضة للفاشية آرديتي ديل بوبولو. كان صديقًا مقربًا لإنزو مارتوتشي وبرونو فيليبي. كتب رينزو نوفاتوري للعديد من الصحف اللاسلطوية (وقائع الليبرالية، التحرري 2، المتمرد، ذا بينافوريس، العدمية، صفحات مجانية) حيث تناقش مع لا سلطويين آخرين (من بينهم كاميلو بيرنيري). أصدر نوفاتوري مجلة فيرتشي (القمة)، التي توقفت بعد نشرها القليل من المقالات. تعاون نوفاتوري مع مجلة المتمرد اللاسلطوية الفردية، إلى جانب الشاب اللاشرعوي المتأثر بشتيرنر، برونو فيليبي.

### وفاته
سقطت مدينة لا سبيتسيا في مايو من عام 1919، تحت سيطرة لجنة ثورية نصّبت نفسها في الحكم وقاتل نوفاتوري إلى جانبها. أُخفي نوفاتوري في 30 يونيو من عام 1919 ضمن كوخ في الريف بالقرب من مدينة سارزانا. وشى مزارع للشرطة بمكان تواجد نوفاتوري، فحُكم عليه بالسجن مدة 10 سنوات، وأُطلق سراحه في عفوٍ عام بعد بضعة أشهر. كانت الفاشية على وشك الاستيلاء على إيطاليا مع حلول أوائل عشرينيات القرن العشرين. فقرر نوفاتوري العمل سرًّا، وانضمّ في عام 1922 إلى عصابة اللص الشهير صاحب الإلهام اللاسلطوي: سانتي بولاسترو.
قُتل نوفاتوري في كمينٍ نصبته قوات الدرك الوطني الإيطالية (كارابنييري) في تيليا بالقرب من جنوة في 29 نوفمبر في عام 1922 عندما كان مع بولاسترو، لكنّ بولاسترو تمكّن من الهرب. عثر المحققون على بعض الوثائق المزيفة المرمية على جثة نوفاتوري، بالإضافة إلى بندقية من نوع براونينغ ومجلتين كاملتين، وقنبلة يدوية واحدة وخاتم يحتوي على جرعة قاتلة من السيانيد.